# Shirvanshah
Shirvanshah (in persiano شروانشاهان‎, azero Şirvanşah; anche scritto come Shīrwān Shāh o Sharwān Shāh) fu il nome di una dinastia araba persianizzata. Essi si stabilirono nello Shirvan (attuale Azerbaigian) ed erano anche noti con il titolo di Kasranidi in alcuni periodi.

## Origini e storia
Il sostantivo Shirvanshah data fin dai tempi pre-islamici. Ibn Khordadbeh menziona gli Shirvanshah come regnanti locali che ricevettero il loro titolo dall'Imperatore sasanide Ardashir I. Anche al-Baladhuri menziona gli Shirvanshah, assieme all'adiacente potentato del Layzanshah, affermando che essi furono affrontati dagli invasori Arabi musulmani e registra che Shirwan, durante il tempo del califfo ʿUthmān b. ʿAffān, fu sottomessa al comandante islamico Salmān b. Rabīʿa al-Bāhilīi.
Dalla fine del II secolo a tutto l'VIII, Shirvan fu sotto l'egemonia della famiglia araba di Yazīd b. Mazyad Shaybānī (m. 801).  Come origine, gli Yazididi erano arabi della tribù dei Banu Shayban ed appartenevano ai ranghi elevati dell'esercito abbaside. Essi tennero un ferreo controllo su di una vasta regione costituita da Azerbaigian, Arran, Armenia e Caucaso orientale. Dopo la morte del califfo al-Mutawakkil, si aprirono lentamente le possibilità dell'emancipazione del regno dal califfato. Il pronipote di Yazīd b. Mazyad Shaybānī era Haytham b. Muḥammad, che assunse l'antico titolo di Shirvanshah. La dinastia continuò a regnare sull'area di Shirvan, talvolta come Stato indipendente ma più spesso come vassallo, fino ai tempi dei Safavidi.
Uno dei più importanti libri sulla storia dell'inizio di questa dinastia, è l'anonimo Taʾrīkh Bāb al-Abwāb, in cui si parla di un regno attivo nel 1075. Una traduzione in lingua inglese di questa importante opera venne pubblicata dall'orientalista Vladimir Minorsky nel 1958. Sappiamo da questo libro che la storia dello Shirvanshah era strettamente legata a quella della famiglia araba degli Hashemiti di Darband (in arabo Bāb al-Abwāb) e matrimoni misti tra le due famiglie arabe erano comuni con gli Yazididi che spesso regnarono per vari periodi nella città.
Dai tempi dell'opera anonima Hudud al-Alam (c. 982), gli Shirvanshah, dalla loro capitale di Yazīdiyya (molto probabilmente la successiva Shamakha), assorbirono i regni confinanti a nord del fiume Kur ed assunsero i titoli addizionali di Layzan Shah e Khursan Shah. Si può quindi comprendere la progressiva persianizzazione di questa famiglia araba. Secondo l'Encyclopedia of Islam: «Dopo lo Shah Yazīd b. Aḥmad  (991-1028), i nomi arabi vennero sostituiti da quelli persiani come Manūčihr, Qubādh, Ferīdūn, molto probabilmente a seguito di matrimoni con famiglie locali, e forse con quello degli antichi dominatori di Shābarān, l'antica capitale, e gli Yazididi iniziarono a rivendicare un nasab risalente al re sasanide Bahram Gur o  Khusraw Anushirwan». Secondo Vladimir Minorsky, la maggior responsabilità della persianizzazione della famiglia era dovuta ai matrimoni con membri degli antichi regnanti di Shabaran. Egli successivamente scrisse: L'attrattiva di una discendenza sasanide si dimostrò più forte rispetto a quella di un lignaggio shaybanide.
Gli Shirvanshah costruirono molti castelli difensivi lungo tutti i confini dello Shirvan per opporsi alle numerose invasioni dall'esterno. Dalla città murata di Baku con la sua Torre della Vergine del XII secolo a molti castelli medioevali nell'Absheron a roccaforti inespugnabili lungo le montagne di Shirvan e Shaki, ci sono molti esempi di architettura militare medievale. Tuttavia, Shirvan fu devastata dalla invasione dei Mongoli nel 1235, dalla quale non fu in grado di recuperare pienamente per il successivo secolo.
La dinastia Shirvanshah, esistette come indipendente o Stato vassallo, dall'861 al 1538, quindi più di qualsiasi altra dinastia nel mondo islamico. Essa è nota per il sostegno dato alla cultura. Ci sono stati due periodi di uno Shirvan indipendente e potente: in primo luogo nel XII secolo, sotto i sultani Manūchehr e Ahsitan, che costruirono la fortezza di Baku, e il secondo nel XV secolo sotto dinastia derbendide. Nei secoli XIII e XIV secolo, Shirvan fu uno Stato vassallo dei più potenti imperi mongolo e timuride.
Shirvanshah Ibrāhīm I risollevò le fortune del paese, e attraverso la sua astuzia politica riuscì a resistere alla conquista timuride, mediante il pagamento di un tributo.
Shirvanshah Khalilullah I e Farrukh Yassar regnarono nel periodo di maggior successo della storia di Shirvan. Il complesso architettonico del Palazzo degli Shirvanshah a Baku, che fu anche un sito di inumazione dei membri della confraternita sufi della Halwatiyya, venne costruito durante il regno dei due sovrani a metà del XV secolo. I regnanti Shirvanshah erano per la maggior parte sunniti. Nel 1462 Sheykh Junayd, il capo dei Safavidi, venne ucciso in una battaglia contro gli Shirvanshah vicino alla città di Khachmaz - un evento che i Safavidi non dimenticarono mai. Dal 1500, un notevolmente indebolito Shirvan subì l'assalto vendicativo dei Safavidi.
Shah Ismāʿīl I saccheggiò Baku nel 1501, e per vendicare suo nonno, fece riesumare i cadaveri degli Shirvanshah, tumulati nel mausoleo, e li fece bruciare. La maggior parte della popolazione di Baku venne forzatamente fatta convertire alla religione sciita.
Lo Stato vassallo di Shirvan sopravvisse fino al 1538, quando, indebolito dal conflitto interno e da una derviscia, divenne facile preda del figlio di Shah Ismāʿīl Tahmasp I, il quale assegnò Shirvan a suo fratello Alqas Mirza.

## Poesia persiana
La dinastia degli Shirvanshah fu nota per patrocinio accordato alla poesia persiana. Tra i poeti famosi apparsi alla loro corte o che dedicarono loro delle poesie, si ricordano Khaghani e Nizami Ganjavi. Quest'ultimo compose in poesia persiana, l'originale arabo Layla wa Majnūn per Abu l-Muzaffar Jalal al-Din Shirvanshah Akhsatan. Egli mandò anche suo figlio a studiare con il figlio di Shirvanshah. Khaghani nella sua giovinezza usò il titolo poetico Haqiqi. Dopo aver dedicato se stesso alla corte di Fakhr al-Din Manuchehr Fereydun Shirvanshah (noto anche come Akbar Khaghan), scelse lo pseudonimo di Khaghani e servì come poeta di corte sotto Akhsatan, figlio di Fakhr al-din Manuchehr Fereydun. 

Altri poeti e scrittori che apparvero durante il dominio degli Shirvanshah comprendono Falaki Shirvani, Aziz Shirvani, Jamal Khalil Shirvani, Bakhtiyar Shirvani e la moltitudine di altre persone citate nel libro Nuzhat al-Majalis, un'antologia compilata da Jamal Khalil Shirvani.

## Architettura
Il Palazzo degli Shirvanshah è il più grandioso monumento architettonico dedicato al ramo dinastico Shirvan-Absheron ed è situato nella Città Vecchia di Baku. Il complesso comprende l'edificio principale, Divanhane, la tomba a volta, la moschea con il minareto, il mausoleo di Seyid Yahya Bakuvi, la porta di Murad, una riserva idrica e le rovine delle terme.

## Shah di Shirvan

### Primo ramo Yazidi Shah(861-1382)

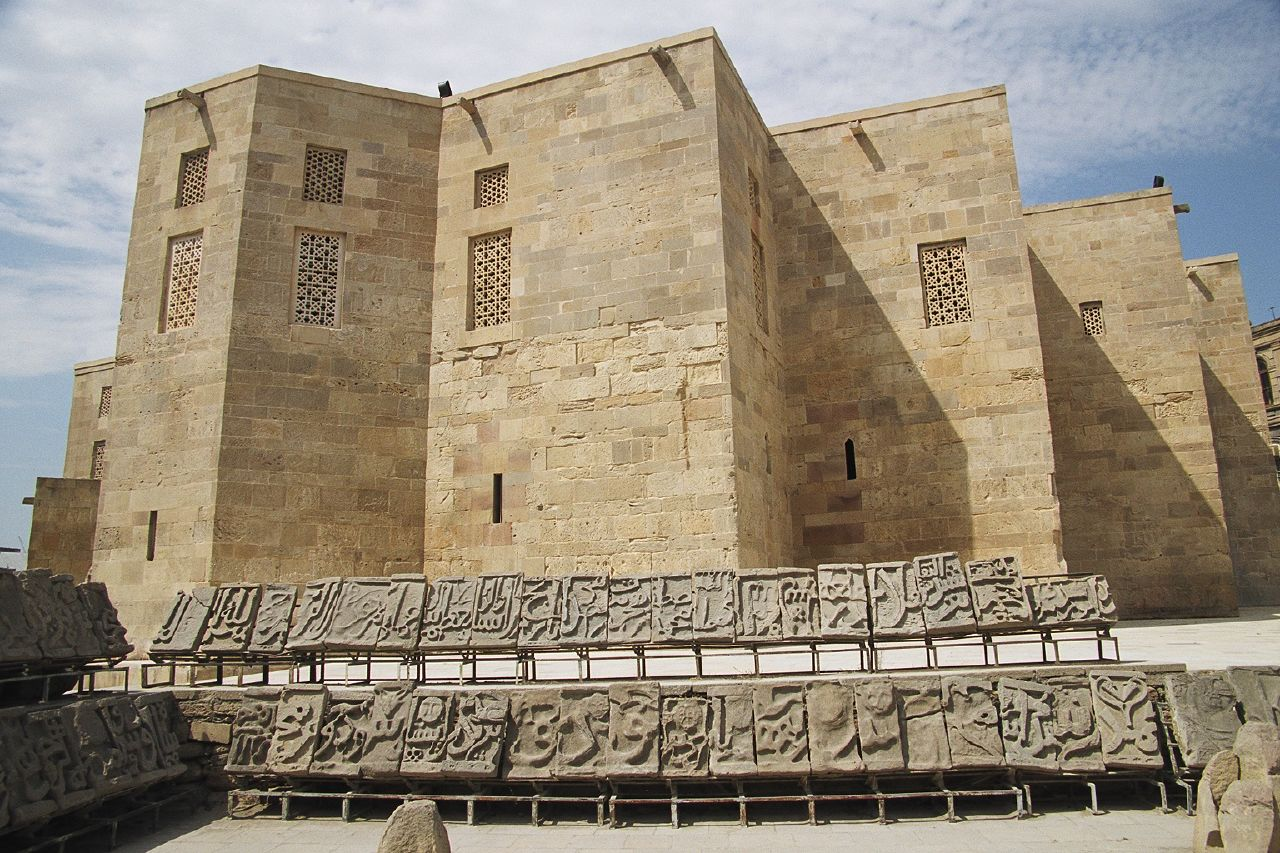
Palazzo degli Shirvanshah

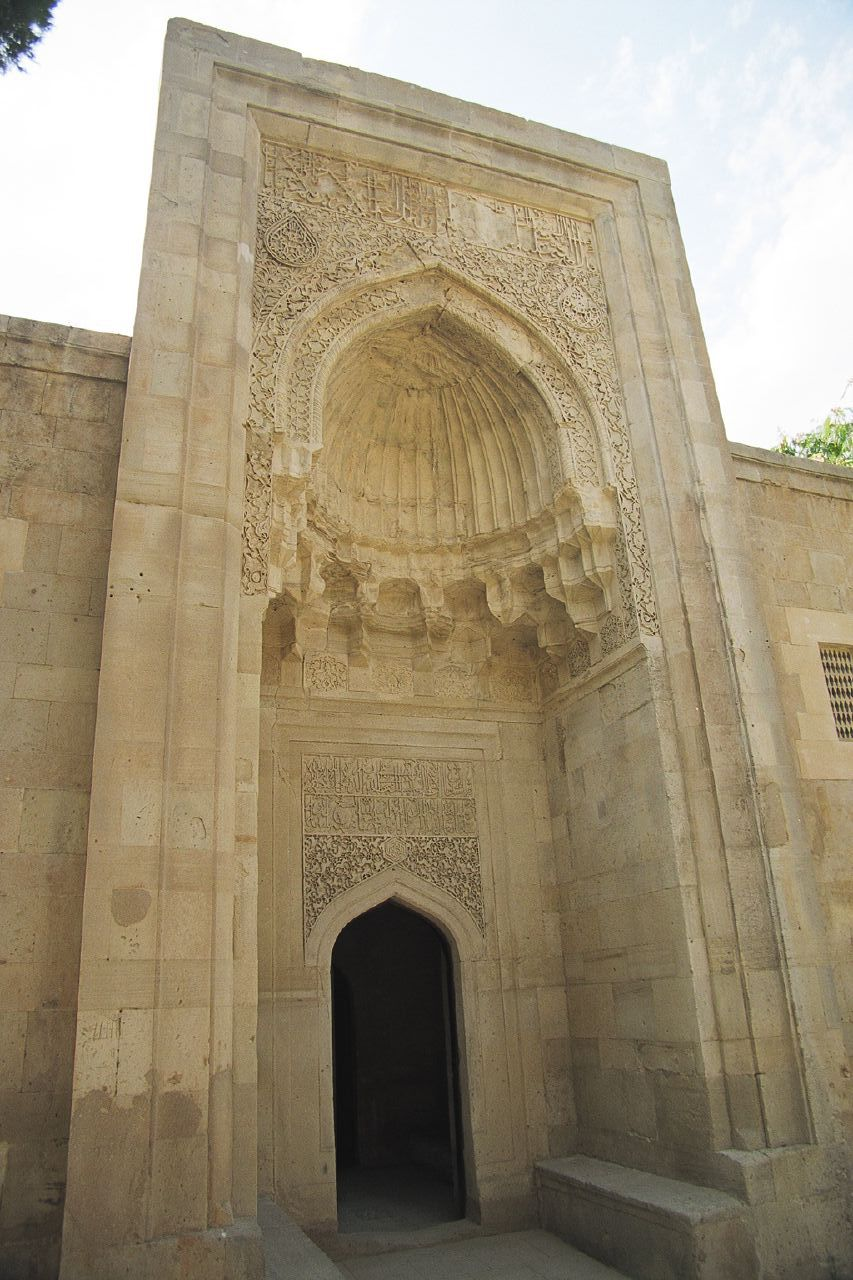
Tomba degli Shirvanshah

L'elenco è tratto da con alcune differenze di pronuncia dei nomi dovuta al libro di Minorsky.
- 799 -  Yazid b. Mazyad al-Shaybani, governatore dell'Azerbaijan, Armenia, Arran, Sharvan e Bab al-Abwab (m. 801).
- 820 -  Khalid b. Yazid (morto 843 o 845).
- 845 -  Muhammed b. Khalid, governatore di Armenia, Azerbaijan, Arran e Sharwan, residente ad Arran (m. 845).
- Haytham b. Khalid, indipendente a Sharvan come Sharvan Shah.
- Muhammad b. Haytham, a Layzan
- Haytham b. Muhammad, a Layzan
- Prima del 913 - Ali b. Haytham, a Layzan, deposto nel 917.
- 916 - Yazid b. Muhammad b. Yazid, Abu Tahir, a Sharvan, successivamente anche a Bab al-Abwab (Darband)
- 948 - Muhammad b. Yazid
- 956 - Ahmad b. Muhammad
- 981 - Muhammad b. Ahmad
- 991 - Yazid b. Ahmad
- 1028 - Manuchihr b. Yazid
- 1034 - Ali b. Yazid, Abu Mansur
- 1043 - Qubadh b. Yazid
- 1049 - Bukhtnassar Ali b. Ahmad b. Yazid
- 1053 - Sallar b. Yazid
- 1063 - Fakhr al-Din Fariburz b. Sallar
- 1094 - Fereydun b. Fariburz (m. 1120)
- 1094 - Manuchehr II b. Fariburz, immediato predecessore o successore di Fariburz o probabile contemporaneo regnate di Sharwan durante il regno di Fereydun.
- 1120 - Manuchehr III b. Fereydun
- 1160 - Akhsatan I ibn Manuchehr III, morto fra 1197 e 1204.
- 1179 - Shahanshah b. Manuchehr III, probabile contemporaneo regnate con Akhsatan, fino al 1204 d.C.
- 1187 - Fereydun II b. Manuchehr III, probabile contemporaneo regnate con suo fratello, fino al 1204
- Dopo il 1187 - Fariburz II b. Fereydun II, probabile contemporaneo regnate con suo padre o zio.
- Dopo il 1187 - Farrukhzad I b. Manuchehr III, probabile contemporaneo regnate con suo nipote o fratello fino al 1225
- Dopo il 1204 -  Garrshasp I b. Farrukhzad
- 1255 - AkhsatanII b. Fariburz III
- 1258 - Garshasp II o Gushnasp b. Akhsatan II
- 1265 - Farrukhzad II b. Akhsatan II

... (informazioni mancanti)
- 1345 - Kay Qubadh
- 1348 - Kay Kawus b. Kay Qubadh
- 1372 o 1378 o 1382 - Hushang b. Kay Kawus

### Secondo ramo di Shah (1382-1538)
- 1378 - Ibrahim I b. Muhammad b. Kay Qubadh
- 1418 - Khalil b. Ibrahim I
- 1463 - Farrukhsiyar b. Khalil I
- 1500 - Bayram/Bahram b. Farrukhsiyar
- 1502 - Ghazi b. Farrukhsiyar
- 1503 - Mahmud b. Ghazi
- 1503 - Ibrahim II o Shaykh Shah, zio di Mahmud b. Ghazi
- 1524 - Khalil II b. Ibrahim II
- 1535 - Shah Rukh b. Farrukh b. Ibrahim II, ucciso nel 1539
- 1538 - Occupazione Safawida
- 1544 - Abortive revanche by Burhan b. Ali b. Khalil II, m. 1551.
- 1551 - Occupazione Safawida.
- 1579 - Abu Bakr b. Burhan Ali governatore per gli ottomani.
- 1607 - Regno definitivo dei Safawidi.

Dopo la caduta della dinastia alcuni principi si trasferirono in Turchia ed Europa ed altri rimasero a Shamakhi. Oggi esistono loro discendenti a Shamakhi e Baku.